# 恩科塔科塔縣
13°00′S 34°05′E / 13.000°S 34.083°E
恩科塔科塔縣（Nkhotakota District）是馬拉維中部的一個縣，屬於中央區的一部分，該縣北臨恩卡塔贝县，東鄰馬拉維湖，南毗薩利馬縣，西接恩奇西县和卡松古縣，西北面是姆津巴縣，面積4,259平方公里，人口229,460。